# Bernt Andersson (musiker)
Bernt Gilbert Andersson, född 25 november 1950 i Göteborg, är en svensk musiker, bland annat pianist, organist, dragspelare och munspelare.
Andersson tillhörde under 1970-talet proggrörelsen, var medlem i bandet Nynningen och medverkade i Tältprojektet 1977. Han har även spelat på en lång rad musikalbum med bland annat Björn Afzelius, Tottas bluesband, Mikael Wiehe, Carl-Einar Häckner och barnmusikgruppen Häjkån Bäjkån band. År 1996 och 2011 medverkade han på Hoola Bandoola Bands återföreningsturnéer. Han har även skrivit musik till filmerna Lyftet (1978), Sista budet (1981) och Medan vi ännu lever (1984). Han tilldelades Lasse Dahlquist-stipendiet 2008. Han medverkade i programmet "Snedtänkt" med Kalle Lind den 25 juni 2020.